# Тырцэу, Констанца Георгиевна
Констанца Георгиевна Тырцэу (рум. Constanța Târțău; 14 сентября 1930, Кишинёв, Королевство Румыния — 24 апреля 2014, Кишинёв, Молдавия) — молдавская и советская актриса

 театра и кино, диктор радио и телевидения Молдавии, заслуженная артистка Молдавской ССР (1965).

## Биография
Родилась в семье музыкантов, с детства увлекалась пением и сочинением стихов.
В 1952 году окончила Ленинградский театральный институт им. А. Н. Островского.
С того же года выступала на сцене Молдавского музыкально-драматического театра им. А. С. Пушкина (ныне Национальный театр им. М. Эминеску).
Работала диктором на «Радио Молдова 1» и была первой женщиной — диктором, вышедшей в эфир при открытии национального телевидения Молдовы 30 апреля 1958 года.
Участвовала в программе «Театр у микрофона» на молдавском радио. Играла в телевизионном театре «Диалог».
В 1971 году дебютировала в фильме Лаутары.
За более чем 30-летнюю карьеру сыграла в десятках пьес и фильмов.
Похоронена на Центральном (Армянском) кладбище Кишинёва.

## Избранные театральные роли
- Джульетта в «Ромео и Джульетта» В. Шекспира;
- Лавинья — «Три времени года» Аурелиу Бусуйок
- Тамара Ивановна — «Отец» Думитру Матковски
- Кольцова — «Советский посол» А. и П. Тур
- Нади — «Дуэль» Мар Байджиев
- «Каса маре» — Ион Друцэ
- Маша в «Живой труп» Л. Толстого
- Марта в «Интервью в Буэнос-Айресе» Г. Боровика;

## Избранная фильмография
- 1971 — Лаутары — Дакица, мать Лянки
- 1973 — Зарубки на память — Мария Жердан
- 1974 — Гнев — Панагия Чеботару
- 1977 — Сказание о храбром витязе Фэт-Фрумосе — мать Фэт-Фрумоса
- 1981 — Переходный возраст — тетя Марика
- 1981 — Июньский рубеж — госпожа Урсулеску

## Награды
- Медаль «Михай Эминеску» (1 декабря 1994 года) — за особые заслуги в развитии и пропаганде сценического искусства, значительный вклад в создание национальной школы театра и кино[1].
- Медаль «За трудовую доблесть» (8 июня 1960 года) — за выдающиеся заслуги в развитии молдавского искусства и литературы и в связи с декадой молдавского искусства и литературы в гор. Москве[2].
- Заслуженная артистка Молдавской ССР (1965).
- Премия им. Валерия Купча.